# Csipkéshátú sutaholyva
A csipkéshátú sutaholyva (Megarthrus denticollis) a rovarok (Insecta) osztályába, bogarak (Coleoptera) rendjébe és holyvafélék (Staphylinidae) családjába tartozó faj.

## Elterjedése
Palearktikus elterjedésű faj, a hegyvidékeken, főleg a bükkösök, lucelegyes bükkösök és a lucosok övezetében él.

## Megjelenése
Kis termetű, 2,5-2,8 mm hosszúságú, vörösesbarna színezetű bogár. A szárnyfedők hossza, a potroh háti részének hosszának a fele. Lábszárai és combjai megvastagodtak. Csápjai bunkós végűek, viszonylag hosszúak, a nyakpajzs alsó részéig érnek. Teste kerekded alakú, az összetett szemek jól kiemelkednek a fej síkjából. A nyakpajzs hátrafelé szélesedik, középen egy jól kivehető árok található. A harmadik és negyedik potrohszelvények szélesebbek a többinél, így ez a test legszélesebb része.

## Életmódja
Táplálkozását tekintve mindenevő faj, elsősorban az avarban tevékenykedik és korhadékot fogyaszt de megtalálható az idősebb fák kérge alatt is. Kedveli az állandó, magas hőmérsékletet és a kevés nedvességet, elsősorban lucosokban tevékenykedik a meleg nyári napos időszakban.
A lárvák a felső talajszintben, vagy az avarban fejlődnek. Erősen rejtett életmódot folytat, nehezen figyelhető meg és gyűjthető, ezért ritka fajnak számít, a széles elterjedés ellenére is.